# Battaglia di Suessula
La battaglia di Suessula si mostra semplicemente come la continuazione della battaglia del Monte Gauro. Anche Tito Livio, la nostra fonte quasi esclusiva della storia del periodo, la interpreta in questo modo. 
 
I protagonisti, in effetti, sono gli stessi: Marco Valerio Corvo e i suoi uomini da una parte e i guerrieri Sanniti già sconfitti al Monte Gauro, dall'altra.

## Situazione
I Sanniti avevano cercato di approfittare dei festeggiamenti che si erano tenuti nel campo avversario per richiamare forze fresche e valide dalle montagne del Sannio, fare un ulteriore tentativo e assalire Suessula (territorio di Acerra). Gli abitanti di Suessula inviarono informatori a Capua e i Capuani mandarono cavalieri al campo romano. Nonostante la recente pesante sconfitta, i Sanniti dovevano essere visti come invasori terribili se, per prima cosa, si correva a chiamare i Romani.
Il console non pose tempo a mezzo: lasciò al campo i bagagli (ricordiamo che per "bagagli" si intendeva non tanto gli zaini quanto gli schiavi addetti alla cura dei soldati e soprattutto degli ufficiali con tutto quanto di materiale era necessario), lasciò un consistente presidio a guardia del campo e, con una marcia forzata, si portò a ridosso dei nemici riuscendo ad accamparsi molto vicino ad essi.

## Battaglia
Vistisi arrivare quasi addosso i nemici, i Sanniti si schierarono a battaglia. I Romani, probabilmente anche per la stanchezza della marcia, si guardarono bene dall'accettare lo scontro. I Sanniti avanzarono verso il campo romano. I loro esploratori riferirono che il campo era piccolo e quindi se ne deduceva che le forze nemiche erano esigue. Da tutti i reparti dell'esercito sannita salì la richiesta di approfittare della situazione.
(Tito Livio, Ab Urbe condita libri, VII, 37., Mondadori, Milano, trad.: C. Vitali)
Ma i capi dei Sanniti preferirono mandare i loro soldati a foraggiare (saccheggiare) per le campagne perché erano a corto di rifornimenti e pensarono di approfittare del ritardo nei combattimenti per assicurarsi le vettovaglie mentre l'esercito avversario, avendo marciato senza bagagli sarebbe presto rimasto senza cibo. 
 Non era un'idea peregrina. Tuttavia il console, vedendo le forze nemiche sparse per il territorio, colse l'occasione favorevole e guidò i suoi uomini all'assalto del campo sguarnito. 
(Tito Livio, Ab Urbe condita libri, VII, 37., Mondadori, Milano, trad.: C. Vitali)
Ma l'azione romana non era terminata. 
 Marco Valerio Corvo lasciò degli uomini (Tito Livio riporta "duabus legionibus", due legioni; però sembrano un numero eccessivo per un esercito "expeditum" cioè senza bagagli) a guardia del campo e delle insegne conquistate, con l'ordine di astenersi dal saccheggio e partì con il resto dell'esercito. 

Lanciata la cavalleria a tagliare ogni possibilità di fuga ai Sanniti, riuscì a farli concentrare e con le forze di fanteria passò a compiere
(Tito Livio, Ab Urbe condita libri, VII, 37., Mondadori, Milano, trad.: C. Vitali)
Livio riporta che vennero raccolti quarantamila scudi e, comprese quelle del campo conquistato, centosessanta insegne. La preda fu data ai soldati. I consoli ottennero il trionfo.

## Primi effetti
Come risultato immediato, oltre all'ovvio freno dato ai Sanniti e al supporto dei Campani di Capua, la battaglia spinse i Falisci a passare da uno stato di tregua addirittura all'alleanza con Roma. Un altro nemico, i Latini che avevano predisposto un esercito per scagliarsi su Roma, spostò le sue poco raccomandabili attenzioni al popolo dei Peligni. 

Ma, forse più interessante, i Romani raccolsero un'investitura "internazionale":
(Tito Livio, Ab Urbe condita libri, VII, 37., Mondadori, Milano, trad.: C. Vitali)
Ricordiamo en passant che solo pochi anni prima, nel 348 a.C. Cartagine e Roma avevano stipulato il secondo dei quattro trattati intercorsi fra le due capitali del Mar Mediterraneo. Cartagine, probabilmente, aveva cominciato a comprendere l'importanza e la forza della nascente potenza italica.